# Taco Grande
Taco Grande è un singolo di "Weird Al" Yankovic estratto dall'album Off the Deep End ed è la parodia di Rico Suave di Gerardo.

## Significato
La canzone parla di un uomo con la passione per il cibo messicano.

## Tracce
1. Taco Grande – 3:44